# Finegoldia
Finegoldia è un genere di batterio appartenente alla famiglia delle Peptostreptococcaceae.